# Message to Adolf
Message to Adolf (яп. アドルフに告ぐ, Adorufu ni Tsugu, досл. Повідомте Адольфа), або просто Adolf — серія манґи, написана та проілюстрована Осаму Тедзукою. Події історії розгортаються до, під час і після Другої світової війни. У центрі сюжету троє чоловіків, яких звуть Адольф. Адольф Каміль — єврей-ашкеназі, що живе в Японії. Його найкращий друг Адольф Кауфманн має як японське, так і німецьке походження. Третій Адольф — Адольф Гітлер, диктатор Німеччини. Манґа також розповідає про Сохея Тоґе, японського репортера, та його пошуки документів, які могли б переломити хід війни. Твір досліджує теми національності, етнічної приналежності, расизму та війни, а також містить елементи дорослішання, шпигунської фантастики та історичної драми.
Message to Adolf вважається останньою завершеною серіалізованою роботою в кар’єрі Тедзуки.

## Сюжет
У 1936 році японський репортер Сохей Тоґе їде до Берліна, щоб висвітлювати Берлінські Олімпійські ігри. Прибувши, він дізнається, що його молодший брат, який навчався в Німеччині як міжнародний студент, був убитий і мав зв’язки з комуністичними організаціями. Крім того, всі сліди інформації про навчання його молодшого брата в Німеччині зникли. Розслідуючи цю справу, він згодом дізнається, що вбивство брата пов'язане з документами, які він відправив до Японії з інформацією про Адольфа Гітлера. Ця інформація має вирішальне значення для Третього Рейху, оскільки містить докази того, що Адольф Гітлер має єврейську кров.
Вольфганг Кауфманн, емігрант з нацистської партії, який живе в Японії, отримує наказ знайти документи. Він очікує, що його син, японо-німець Адольф Кауфманн, стане відданим прихильником Адольфа Гітлера та Німецького Рейху. Однак Адольф Кауфманн неохоче виконує волю батька, адже його найкращий друг Адольф Каміль — син німецьких євреїв. Вольфганг помирає після ускладнень, пов'язаних з пошуком вищезгаданого документа: своїм передсмертним подихом він змушує Адольфа Кауфманна (далі Кауфманна) поїхати до Німеччини, щоб приєднатися до Гітлерюгенду. Під час навчання в академії Гітлерюгенду Кауфманн стає свідком того, як батька Каміля страчують після того, як він приїхав до Європи, щоб спробувати вивезти євреїв до Японії через Шанхай. Кауфманн змушений розстріляти батька Каміля з пістолета, щоб перевірити його лояльність. У той час як Кауфманн стає дедалі більш індоктринованим, його мати Юкіє, навпаки, все більше віддаляється від німецьких зв'язків свого покійного чоловіка. Випробування на вірність Кауфманна до Рейху настає тоді, коли він закохується в німецьку дівчину єврейсько-китайського походження Елізу. Він успішно переправляє її до свого друга Каміля в Японію, але не може вмовити її родину поїхати. Рік по тому Японія вторгається в Китай і починає Другу китайсько-японську війну, що відкриває період гарячкового мілітаризму та націоналізму в Японії. У цей час Каміль стає довіреною особою однієї зі своїх вчительок, пані Огі, яка бере участь у японському антивоєнному русі.
По мірі розвитку подій життя трьох Адольфів переплітаються і стають все більш заплутаними, поки Сохей Тоґе шукає вбивцю свого брата. Після катувань у гестапо Тоґе зрештою вистежує дівчину свого брата, яка, як виявляється, є шпигункою, яка працює на її батька, інспектора Лампе. Він протистоїть їй у гніві, і вона зізнається, що донесла Ісао до СС. Після сутички він ґвалтує її і їде до Японії. Невдовзі вона накладає на себе руки. В Японії Тоґе швидко стає мішенню як для Кемпейтай, так і для німецької таємної поліції, яка регулярно переслідує його та б’є, намагаючись знайти документи. Незважаючи на це, він зв'язується з Огі, і йому вдається повернути документи, які його брат надіслав Кобе перед смертю. Документи багато разів змінюють місцезнаходження, оскільки Тоґе не може знайти роботу через свій статус підозрюваного. Під час однієї з таких погонь він знайомиться з начальником японської поліції, який супроводжує його в гонитві до острова, де Огі зберігає документи. Однак там його вистежує команда гестапо під командуванням Лампе, який прагне помститися за свою доньку. Після запеклої перестрілки на острові Тоґе вдається втекти від Лампе. Хоча вождя вбито, записка, яку він написав раніше, звільняє Тоґе від відповідальності, і японська поліція припиняє його переслідування. Щоб уникнути подальших неприємностей, документи передають Огі, а потім Камілю, який тепер живе з Елізою. У 1941 році, коли Німеччина вторглася до Радянського Союзу, Тоґе вирішує, що найкраще передати документи в руки Хонди, сина генерала Імперської армії, який працює на радянську шпигунську мережу під керівництвом Ріхарда Зорге. Перш ніж Хонда встигає відправити документи до Радянського Союзу, Зорге потрапляє в полон, і шпигунська мережа розпадається. Перед тим, як батько страчує Хонду після зізнання у зраді, він встигає закопати документи.
Упродовж років, що передували 1945-му, Кауфманн піднімається ієрархією нацистської партії та завершує свою нацистську індоктринацію. Згодом він стає вірним підлеглим Гітлера та координатором маршів смерті як офіцер СС. Після змови 20 липня, коли Німеччина опинилася на межі військової поразки під владою дедалі більш нестабільного фюрера, Лампе, який залишився живим, відправляє його до Японії, щоб завершити місію свого батька Вольфганга. Прибувши на місце, він з подивом виявляє, що його мета, Тоґе, одружений з його матір'ю. Він також зустрічається з Камілем, який, на превеликий жах Кауфманна, заручився з Елізою. Пізніше він заманює Елізу в пастку і ґвалтує її, а потім б'є Каміля, який приходить помститися. Під час його відчуження від сім'ї та друзів у Японії від нього відрікається Юкіє, яка невдовзі після цього отримує травму мозку під час повітряного нальоту союзників на Кобе. Подальше розслідування Кауфманна врешті-решт приводить його до захованих документів, які він знаходить лише після смерті Гітлера, що робить усю його місію безглуздою.
Пізніше Кауфманн і Каміль зустрічаються під час ізраїльсько-ліванського конфлікту в 1960-х роках, під час якого обидві сторони чинили незліченні звірства. Кауфманн, який приєднався до ліванської ООП після того, як його постійно переслідували ізраїльські мисливці за нацистами, одного дня приїжджає додому і бачить, що його дружина і дочка-мусульманка вбиті підрозділом Каміля. Він починає вендету проти Каміля і викликає його на дуель. Каміль приходить і розкриває свою інформацію про страту батька, і після перестрілки мстить, застреливши Кауфманна.
У 1980-х роках Тоґе приїжджає до Ізраїлю, щоб відвідати родину Каміля, яка вижила після його загибелі в результаті теракт. Він вирішує написати книгу під назвою «Повідомте Адольфа», в якій розповідаються історії трьох Адольфів, а також про те, до чого може призвести поняття «справедливість».

## Публікації
Adolf був вперше опублікований англійською мовою у 1990-х роках видавництвом Viz Media під їхнім імпринтом Cadence Books. П'ятитомна манга була перевернута для читання зліва направо, щоб відповідати західній практиці. У 2012 році Vertical, Inc. випустила мангу у двотомному виданні також перевернутою зліва направо, під назвою Message to Adolf. Серія також була опублікована в Бразилії Conrad Editora, у Франції Tonkam, у Німеччині Carlsen Verlag, в Італії Hazard, в Іспанії Planeta DeAgostini, у Нідерландах Xtra та в Польщі Waneko.

### Список томів
- Повість ХХ століття
- Вигнання в Японії
- Полукровка
- Дні ганьби
- 1945 і все, що залишилося

## Нагороди
У 1986 році манга отримала премію Kodansha Manga Award у загальній категорії.